# Супер Сонико
Су́пер Со́нико (яп. すーぱーそに子 Су:па: Сонико) — маскот компании Nitroplus, созданная Цудзи Сантой; виртуальная певица и блогер, персонаж аниме, манги и видеоигр.

## Концепция и создание
Идея создания маскота для компании Nitroplus пришла к Цудзи Санте в 2006 году. Первоначально им должна была стать Ока Сацурикуин — готическая лолита с повязкой на левом глазу. Несмотря на то, что осенью 2006 года Санта отказался от кандидатуры Оки в пользу недавно нарисованной им розоволосой девушки, в дальнейшем она появилась в аниме-сериале и визуальной новелле, основанных на жизни маскота Nitroplus. Нарисованная Сантой девушка была названа Супер Сонико. Вопреки ошибочному мнению, её имя отсылает не к японскому техногиганту SONY, известному персонажу Сонику или одноимённой песне Эдуардо Ровиры, а к ежегодному фестивалю живой музыки «Nitro Super Sonico», проводимому Nitroplus. Супер Сонико впервые появилась на «Nitro Super Sonico 2006», состоявшемся 14 октября. Дата дебюта маскота впоследствии стала официальной датой её рождения. В розданных на фестивале брошюрах был напечатан ранний рисунок Санты, где девушка изображена без наушников. С 2007 года Супер Сонико изображалась исключительно в наушниках, чтобы больше соответствовать духу музыкального фестиваля, и в итоге они стали её визитной карточкой. Конечный образ Супер Сонико относится к типу моэ: её отличительными чертами, помимо постоянного ношения наушников, являются розовые волосы и большая грудь. Сэйю маскота была выбрана Аяно Ямамото. Она регулярно появляется на мероприятиях, связанных с Супер Сонико, представая в её образе. По соглашению с Nitroplus, вместо её имени в титрах к играм и аниме, а также в описании музыкальных альбомов указывается сама Супер Сонико.

## Личная жизнь

Участницы «Первой Астрономической Скорости»: Судзу Фудзими, Фуури Ватануки и Супер Сонико

Супер Сонико проживает в городе Мусасино (префектура Токио). Она живёт отдельно от родителей вместе с пятью котами. Супер Сонико учится в местном университете по направлению «Биологическая океанография». Она подрабатывает фотомоделью в агентстве под руководством менеджера Китамуры. В свободное от учёбы и работы время девушка помогает своей бабушке в её кафе, а также играет на гитаре и поёт в рок-группе «Первая Астрономическая Скорость». Её партнёрами по группе являются Судзу Фудзими (лидер, играет на бас-гитаре) и Фуури Ватануки (барабанщица). 
Кроме того, Супер Сонико ведёт блоги в Twitter и на YouTube. Первый видеоролик на её YouTube-канале вышел 29 июня 2018 года и набрал более 200 000 просмотров. На своём стриме 17 января 2020 года она объявила о приостановке деятельности на этой платформе. В настоящее время у канала девушки насчитывается 60 000 подписчиков. Супер Сонико очень любит купание в горячих источниках, кошек и видеоигры. Из еды она предпочитает рамэн и макароны. Девушка является фанаткой группы Nirvana. Своими лучшими навыками она считает игру на гитаре и готовку блюд японской кухни.

## Медиа

### Музыка
В составе виртуальной рок-группы «Первая Астрономическая Скорость» Супер Сонико приняла участие в записи трёх полноформатных альбомов и девяти синглов, каждый из которых включает в себя по две-три композиции. Настоящей вокалисткой группы на протяжении всей её дискографии была сэйю Супер Сонико Аяно Ямамото. Первый сингл группы под названием SUPERORBITAL вышел 24 ноября 2010 года. Дебютный альбом «Первой Астрономической Скорости» увидел свет 11 ноября 2011 года. Последним релизом группы на данный момент является сингл Start Up, вышедший 30 июля 2014 года.

### Дискография

#### Альбомы
- GALAXY ONE (11 ноября 2011 г.)
- LOVE & PEACE PLUS (27 июня 2012 г.)
- SONICONICOROCK Tribute To VOCALOID (28 декабря 2012 г.)

#### Синглы
- SUPERORBITAL (24 ноября 2010 г.)
- Jyonetsu Rocket (19 января 2011 г.)
- Susume, BLUE STAR! (24 июня 2011 г.)
- VISION (29 июля 2011 г.)
- Phantom Vibration! (29 декабря 2011 г.)
- RAINBOW (21 мая 2014 г.)
- MOONLIGHT (21 мая 2014 г.)
- MORE! (25 июня 2014 г.)
- Start Up (30 июля 2014 г.)

#### Саундтреки
- Gankakeru: Axanael Original Soundtrack (25 февраля 2011 г.)
- LOVESICK PUPPIES Complete Soundtrack CD "lovesick music" (22 марта 2013 г.)
- NITRO+ BLASTERZ -HEROINES INFINITE DUEL- LIMITED SOUND TRACK (10 декабря 2015 г.)

### Манга
Ёнкома Super Sonico SoniKoma за авторством Тики Нонохары публиковалась в журнале Comic Earth Star с 12 марта 2011 года. В 2012 году журналом Comic Blade была опубликована манга SoniComi, основанная на сюжете одноимённой видеоигры. Также издательством Enterbrain в журнале MAGI-CU выпускалась ёнкома Super Sonicomic.

### Аниме
Аниме-сериал под названием SoniAni: Super Sonico The Animation был анонсирован на фестивале «Nitro Super Sonico 2013». Его производством занималась студия White Fox. Сериал, состоявший из 12 эпизодов, транслировался в Японии с 6 января по 24 марта 2014 года. Права на премьерный показ SoniAni: Super Sonico The Animation за пределами Японии приобрела компания Crunchyroll. Выход сериала на DVD и Blu-ray в Японии начался 19 марта 2014 года, с 26 мая 2015 года начались его продажи на физических носителях в США. 
Японским голосом Супер Сонико в сериале была её официальная сэйю Аяно Ямамото, а в английском дубляже персонажа озвучивала профессиональная косплей-модель Джессика Нигри. Главный опенинг «SuperSoni♥» исполнялся самой Ямамото. Она же была вокалисткой на открывающей композиции «Beat Goes On» в первой серии и двенадцати закрывающих треках в составе «Первой Астрономической Скорости» (в титрах была указана как Супер Сонико). 
SoniAni: Super Sonico The Animation получил смешанные отзывы критиков. Обозреватель Michaelzbercot с сайта Internet Movie Database поставил сериалу высший балл, отметив, что его сюжет, постановка персонажей и музыкальное сопровождение «идеальны даже для тех, кто смотрит аниме впервые в жизни». Саманта Феррейра с сайта AnimeHerald опубликовала разгромную рецензию, назвав сериал «слабым во всём», а саму Супер Сонико — такой же интересной, как «соседка по дому, с которой вы пересекались миллиард раз». Айша из Parallaxplay написала взвешенную рецензию, похвалив аниме-сериал за грамотно встроенную сатиру на японскую поп-культуру, уникальные закрывающие сцены, качественный саундтрек и раскритиковав за недосказанность и чрезмерное количество фансервиса.

### Видеоигры

#### SoniComi

Диалог между игроком и Супер Сонико в SoniComi (на илл.)

SoniComi: Communication with Sonico — компьютерная игра для платформы Microsoft Windows, разработанная Nitroplus и изданная их общими усилиями с Enterbrain 25 ноября 2011 года. Представляет из себя визуальный роман, где игрок берёт на себя роль персонального фотографа Супер Сонико и помогает ей подняться с самых низов модельной индустрии. В конце каждой главы начинается мини-игра, в которой игроку нужно провести фотосессию девушки. Фотосессии прямым образом влияют на финал визуального романа: всего существует 18 хороших концовок и 22 плохие. Адаптация игры для платформы PlayStation 3 под названием Motto! SoniComi: More Communication with Sonico увидела свет 20 марта 2014 года. Японское игровое издание Famitsu оценило Motto! SoniComi: More Communication with Sonico на 30 баллов из 40.
Права на английскую локализацию SoniComi: Communication with Sonico получила компания JAST USA. Англоязычная версия визуального романа была выпущена в Steam в 2016 году, голосом Супер Сонико стала Джессика Нигри, до этого озвучивавшая персонажа в аниме-сериале.

#### SoniPro
Игра в жанре симулятора жизни под названием SoniPro: Super Sonico in Production разрабатывалась Nitroplus совместно с Imageepoch и была выпущена 31 июля 2014 года эксклюзивно для консоли Nintendo 3DS. В ней игрок выступает продюсером Супер Сонико, которая решает стать знаменитым поп-айдолом. Как и предыдущая игра о Супер Сонико, SoniPro: Super Sonico in Production получила 30 баллов из 40 от издания Famitsu.

#### Другие
Супер Сонико появлялась в роли камео в ряде видеоигр. В визуальном романе Shiny Days она работает официанткой в кафе «Радиш» вместе главной героиней Сэцуной Киёурой. Девушку также можно встретить в Le Ciel Bleu, Lovesick Puppies, Web Knight Carnival, Mechanical Girl War Z, Dragon League, Dungeons Lord, Momoiro Daisen, Pylon, Blue Sky Dragon Guild, Super Heroine Chronicle, Kaku-San-Sei Million Arthur, Nitroplus Blasterz: Heroines Infinite Duel, Senran Kagura: Peach Beach Splash и некоторых других тайтлах.

## Связанная продукция

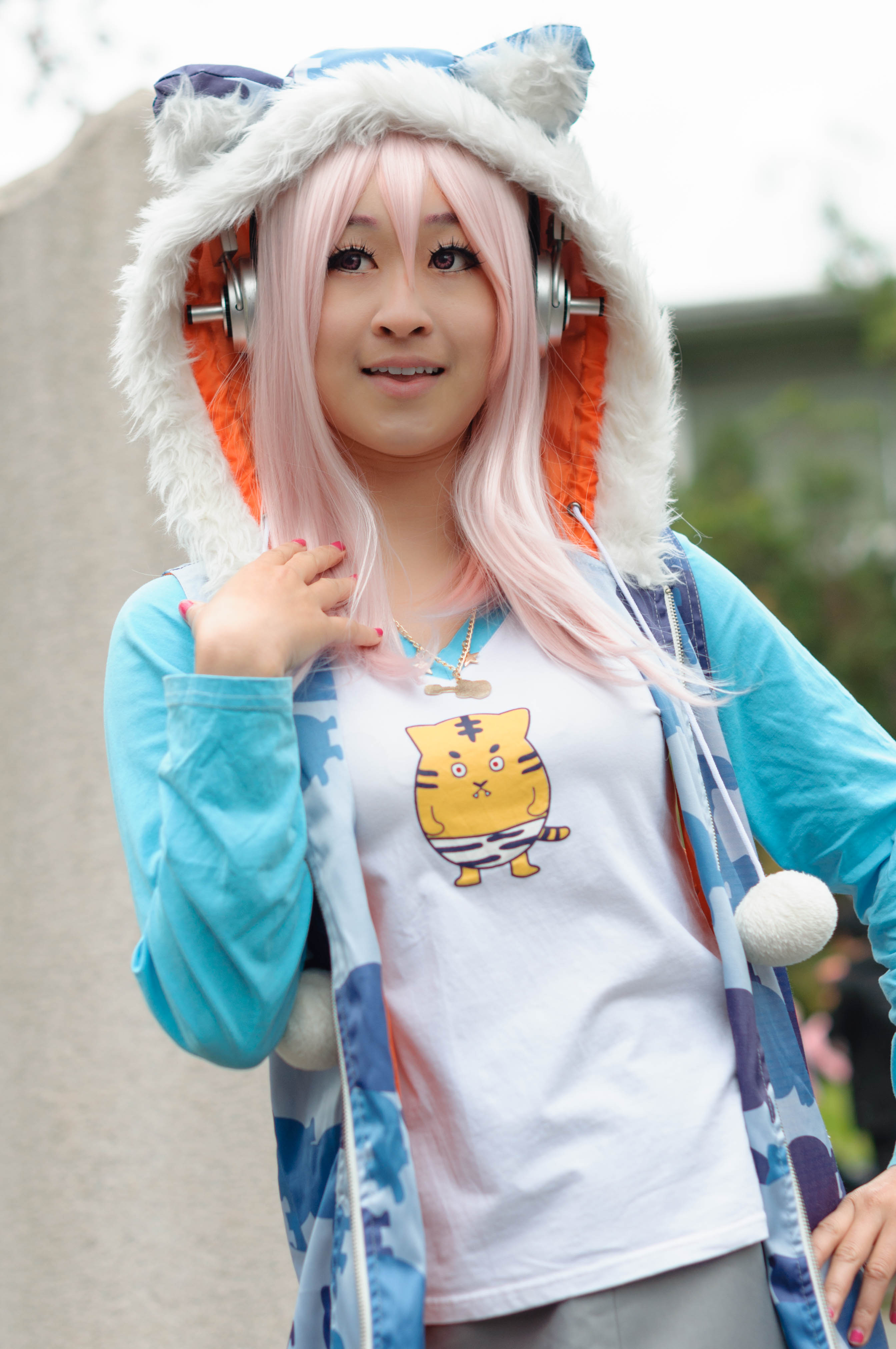
Косплей Супер Сонико на Comic World Taiwan 39

Пластмассовые фигурки Супер Сонико по заказу Nitroplus производятся компаниями Max Factory, FREEing, Orchid Seed and HobbyJapan. Существуют фигурки персонажа, выполненные в стилях тиби, нендороида и фигмы. В продаже распространены и экшен-фигурки. 
Супер Сонико имеет тридцать фан-приложений для мобильных систем Android и iOS. В 2013 году была выпущена специальная серия планшетных компьютеров ASUS MeMo Pad ME172v под названием Super Sonico Tab со всеми установленными приложениями.

## Критика
Супер Сонико заняла 30-е место в рейтинге из 50 лучших аниме-девушек с розовыми волосами по версии пользователей сайта MyAnimeList. При этом было отмечено, что её популярность обусловлена «явно не цветом волос или личными качествами, хотя и они тоже являются её характерными особенностями». 
Anime Sekai поставил девушку на 2-е место в списке из «5 лучших аниме-героинь в наушниках». В аналогичном рейтинге от Headphonesty она заняла 3-ю строчку из 24. По мнению главного редактора сайта, её «активная музыкальная деятельность объясняет, почему она никогда не расстаётся с этим аксессуаром». В таком же списке из 10 лучших аниме-героинь по версии сайта Anime Honey's Супер Сонико не попала в основной перечень, но была упомянута в качестве «бонуса». Она также была включена в подборку «аниме-девушек, которые не расстаются с наушниками» от редакции сайта MyAnimeList.